# Jonsryd
Jonsryd är en by i den norra delen av Nybro kommun. Jonsryd ligger nära länsväg 125 strax norr om Bäckebo. Ortens största arbetsgivare är det lokala sågverket.